# Gran Torre Santiago
Gran Torre Santiago (früherer Name: Torre Costanera) ist ein Wolkenkratzer in der Stadt Providencia, im Gebiet der Hauptstadt Chiles, Santiago de Chile. Er wurde von dem deutschstämmigen Unternehmer Horst Paulmann Kemna erbaut. Mit 300 Metern ist es das höchste Gebäude Südamerikas und Teil des Costanera Centers. Der Turm hat 62 Etagen mit 128.000 Quadratmeter Nutzfläche für Büros. Der Architekt César Pelli (u. a. bekannt für Petronas Towers) hat das Gebäude entworfen. Er ist das Symbol des Finanzviertels, das im Volksmund als „Sanhattan“ bekannt ist.
Der Bau des Gebäudes begann im Jahr 2006. Aufgrund der internationalen Wirtschaftskrise mussten die Bauarbeiten im Januar 2009 eingestellt werden, sie wurden jedoch im Dezember 2009 wieder aufgenommen. Dadurch verzögerte sich die Fertigstellung von 2011 auf 2014. Ende 2013 vermutete man in Santiago, dass die Inbetriebnahme sich jedoch bis 2015 oder 2016 hinziehen könne. Im Frühjahr 2014 wurde das Bauwerk dann in weiten Teilen fertiggestellt.
Sky Costanera ist die Aussichtsplattform und eine Attraktion für die Besucher auf den Etagen 61 und 62 des Turms. Sie wurde am 11. August 2015 eröffnet und verfügt über einen verglasten Boden mit einem 360°-Rundblick auf Santiago. An klaren Tagen kann man bis zu 50 km weit sehen, das heißt jedes Ende der Stadt (einschließlich der Flugzeuge beim Start auf dem Flughafen Santiago de Chile). Die Plattform ist täglich inkl. Sonn- und Feiertage von 10 bis 22 Uhr geöffnet und kostet für Erwachsene 18.000 CLP (ca. 17 EUR). Der letzte Aufzug geht um 21 Uhr nach oben.